# Galeria Lunara
A Galeria Lunara, inaugurada em junho de 2001, localizada  na cidade de Porto Alegre,  é um espaço cultural dedicado à fotografia, instalado nas tremonhas da Usina do Gasômetro, costuma receber trabalhos conceituais, que dialoguem com as próprias peculiaridades arquitetônicas do local.
O nome da galeria homenageia  Luiz do Nascimento Ramos, o célebre Lunara (1864 - 1937), pioneiro da fotografia no Rio Grande do Sul.
A Galeria Lunara recebe exposições de artistas convidados e também seleciona trabalhos em edital.

Dentre as inúmeras exposições sendo apresentadas, destacam-se a mostra "Um Fotograma" de Leandro Selister e "Cinefilms" de Guy Bourdin.